# Marchéisation
La marchéisation est le passage total ou partiel de la coordination des échanges commerciaux entre les individus d'un mode donné à celui édicté par le marché. Le terme de marchéisation a fait son entrée dans le jargon des spécialistes financiers depuis la fin des trente glorieuses (1945-1973). Il désigne le passage progressif du financement des agents à besoin de financement par placement de leurs titres (actions et obligations) auprès des agents excédentaires par l'intermédiaire des banques et/ou l'emprunt auprès de celles-ci (intermédiation), au mécanisme consistant pour les agents à se rencontrer directement sur les marchés financiers (désintermédiation).